# Daurance Williams
Daurance Williams (ur. 13 maja 1983) – trynidadzko-tobagijski piłkarz występujący na pozycji bramkarza. Zawodnik klubu St. Ann's Rangers.

## Kariera klubowa
Williams karierę rozpoczynał w 2001 roku w zespole San Juan Jabloteh. W ciągu 8 sezonów gry dla tego klubu, zdobył z nim 4 mistrzostwa Trynidadu i Tobago (2002, 2003, 2007, 2008), Puchar Ligi Trynidadzko-Tobagijskiej (2003) oraz Puchar Trynidadu i Tobago (2005). W 2003 roku triumfował z nim także w rozgrywkach CFU Club Championship.
W 2009 roku Williams odszedł do Joe Public FC. W tym samym roku wywalczył z nim mistrzostwo oraz puchar kraju. W 2010 roku przeszedł do drużyny St. Ann's Rangers.

## Kariera reprezentacyjna
W reprezentacji Trynidadu i Tobago Williams zadebiutował w 2002 roku. W 2005 roku znalazł się w drużynie na Złoty Puchar CONCACAF. Nie wystąpił jednak na nim w żadnym meczu, a Trynidad i Tobago odpadł z turnieju po fazie grupowej.
W 2007 roku ponownie został powołany do kadry na Złoty Puchar CONCACAF. Na nim również nie zagrał w żadnym meczu, a Trynidad i Tobago zakończył turniej na fazie grupowej.